# 肖馬基 (盧茨克區)
50°41′23″N 25°3′33″E / 50.68972°N 25.05917°E
肖馬基（羅馬化：Siomaky）是烏克蘭西部沃倫州盧茨克區盧茨克市鎮的村莊，始建於1964年，面積0.29平方公里，海拔高度205米，2001年人口417，人口密度每平方公里1,447.92人。